# Io, Caterina
Pour plus de détails, voir Fiche technique et Distribution.
Io, Caterina est un film historique italien réalisé par Oreste Palella, sorti en 1957. Il s'agit d'un remake du film Caterina da Siena (1947) du même réalisateur.

## Synopsis
Le film présente l'histoire de Catherine de Sienne de sa première vision du Christ, quand elle avait 7 ans, jusqu'à sa mort. Après son entrée dans l'ordre des Mantellate, tertiaires dominicaines, elle commence sa mission en écrivant aux souverains de l'époque pour les pousser à faire sortir le pape de ce qu'elle nomme la « cattività avignonese », pour qu'il regagne Rome. Elle-même se rendra en Avignon en 1376.

## Fiche technique
- Titre italien : Io, Caterina
- Pays :  Italie
- Année de sortie : 1957
- Format d'image : 35 MM (1,37:1)
- Genre : biographie, film historique
- Réalisateur : Oreste Palella
- Scénaristes : Oreste Palella, Arrigo Pecchioli
- Production : Arciere film, Arena Cinematografica
- Photographie : Domenico Scala et Riccardo Pallottini
- Montage : Gisa Radicchi Levi
- Musique : Leopoldo Perez Bonsignore

## Distribution
- Nora Visconti : Caterina Benincasa
- Folco Lulli : noble Tolomei
- Pina Renzi : Lapa, mère de Catherine
- Guido Celano : Jacopo Benincasa, père de Catherine
- Eduardo De Santis : cardinal Noellet
- Vincent Barbi : Giovanni Acuto
- Nino Marchesini : Grégoire XI
- Renato Malavasi : fra' Raimondo da Capua
- Marcella Cintorino : Caterina enfant
- Eduardo De Santis : son frère Jacopo, enfant
- Paolo Bennicelli : Neri a Landoccio
- Andreina Pagnani
- Luigi Tosi
- Arnoldo Foà
- Tullio Carminati
- Elisabetta Maggio
- Carlo Ninchi
- Loris Gizzi
- Cristina Pall
- Ivan Berti
- Adele Ferrari
- Filippo Scelzo (it)
- Rossana Montesi
- Sergio Tofano

## Tournage
Beaucoup de scènes extérieures ont été tournées à Sienne (Via del Costone, cathédrale, Fortezza Medicea, Porte San Marco, Palazzo Pubblico), Montalcino (Forteresse), Monteriggioni (Château) et à San Gimignano (Rocca di Montestaffoli (it)).
L'actrice Marcella Cintorino, qui incarne Catherine enfant, devient ensuite chirugienne et enseignante à l'université de Sienne.

## Critiques
Comme le précédent, le film de 1957 ne fut pas un succès et fut mal reçu par la critique, en particulier celle de l’Action catholique italienne : « E’ un film di modesta fattura, semplicistico nel suo svolgimento, interpretato con scarsa convinzione (C'est un film sans grand moyens, simpliste dans son développement, interprété avec peu de conviction) ».